# Augusto Algueró
Augusto Algueró (* 23. Februar 1934 in Barcelona; † 16. Januar 2011 in Torremolinos) war ein spanischer Komponist, Arrangeur und Musikdirektor.

## Biografie
Algueró erhielt eine musikalische Ausbildung am Städtischen Konservatorium von Barcelona und er studierte gleichzeitig Medizin. Seine musikalische Karriere begann als Sechzehnjähriger im Jahr 1950. Von 1961 bis 1974 war er mit der Schauspielerin Carmen Sevilla verheiratet, mit der er einen Sohn hatte, Augusto J. Algueró, ebenfalls Komponist. 1986 heiratete er ein zweites Mal, Natividad Benito. Er starb in Torremolinos am 16. Januar 2011 im Schlaf an einem Kreislaufstillstand.

## Werk
Im Laufe seiner Karriere schrieb Algueró viele Songs, die populär wurden. Titel wie Penelope, mit der Stimme und dem Text von Joan Manuel Serrat und dem Arrangement von Ricard Miralles, wurde zu einem der wesentlichen Lieder im Repertoire katalanischer Sänger. Te quiero, te quiero und Noeli, interpretiert von dem Valenzianer Nino Bravo; Estando contigo und Tómbola, für die Sängerin und Schauspielerin Pepa Flores (genannt „Marisol“); Acompáñame für Rocío Dúrcal, ebenfalls Schauspielerin und Sängerin; oder La chica ye-ye, das er für Concha Velasco komponierte, sind schon in die Geschichte der spanischen Musik eingegangen und waren zu ihrer Zeit große Erfolge.
Als Komponist und Arrangeur war Augusto Algueró bei Festivals wie dem Festival OTI und dem Eurovision Song Contest vertreten. Bei diesem letzteren gewann 1969 das durch Salomé gesungen und von ihm geschriebene Lied Vivo cantando, zu Deutsch: Ich lebe singend, das Spanien vertrat. 1961 zum ersten Mal bei diesem Event, interpretiert von Conchita Bautista, einen neunten Platz, 1972 das Lied Amanece, bei dem Algueró mit Ramón Arcusa zusammenarbeitete, durch den Interpreten Jaime Morey den zehnten Platz.
Im Laufe seiner Karriere komponierte er auch die Musik für eine Reihe von Filmen, von der ersten Komposition für Brigada criminal (1950)  bis zu seiner letzten Arbeit für das Kino, dem Lied Será el amor für den Film Torrente, el brazo tonto de la ley, hat er mehr als neunzig Soundtracks für Filme und Fernsehserien geschrieben. Filme wie El ruiseñor de las cumbres, 1958 mit dem Kinderstar-Sänger José Jiménez Fernández (genannt „Joselito“) als Protagonisten; Cabriola, Marisol rumbo a Río und Tómbola, mit Marisol; oder die Filmklassiker des spanischen Kinos der 1950er- und 1960er-Jahre wie Las chicas de la cruz roja, El día de los enamorados oder La fierecilla domada, haben von dem katalanischen Komponisten realisierte Musik.
Im Fernsehen waren seine interessantesten Arbeiten vielleicht für Historias de la frivolidad von Narciso Ibáñez Serrador, mit dem er die Goldene Rose des Festivals von Montreux erreichte, und für El Irreal Madrid, mit dem er die Goldene Nymphe des Festivals de Televisión de Monte-Carlo bekam.

## Filmografie
- 1953: La montaña sin ley
- 1955: Gesperrte Wege (Camino cortado)